# Bahnstrecke Poříčany–Nymburk
| Kursbuchstrecke (SŽ): | 060                  |                                                  |                                                  |
| Streckenlänge: | 13,685 km            |                                                  |                                                  |
| Spurweite: | 1435 mm (Normalspur) |                                                  |                                                  |
| Streckenklasse: | C3                   |                                                  |                                                  |
| Stromsystem: | 3 kV =               |                                                  |                                                  |
| Maximale Neigung: | 8 ‰                  |                                                  |                                                  |
| Minimaler Radius: | 250 m                |                                                  |                                                  |
| Streckengeschwindigkeit: | 100 km/h             |                                                  |                                                  |
| |                      |                                                  |                                                  |
| \| \| \| von Praha Masarykovo nádraží (vorm. StEG) \| \| \| \| 0,000 \| Poříčany früher Poříčan \| Poříčany früher Poříčan \| \| \| \| nach Česká Třebová (vorm. StEG) \| \| \| \| \| Šembera \| \| \| \| \| Dálnice 11 \| \| \| \| 3,647 \| Třebestovice früher Třebestowitz \| Třebestovice früher Třebestowitz \| \| \| \| Sadská cukrovar früher Sadska Zuckerfabrik \| \| \| \| 5,955 \| Sadská früher Sadska \| Sadská früher Sadska \| \| \| \| Šembera \| \| \| \| \| Výrovka \| \| \| \| 9,912 \| Hr. Hořátev \| Hr. Hořátev \| \| \| \| Nymburk-Zálabí früher Nimburg-Zálabí \| \| \| \| \| Elbe \| \| \| \| 13,685 \| Nymburk město früher Nimburg Lokalbahnhof \| Nymburk město früher Nimburg Lokalbahnhof \| \| \| \| Verbindungsbahn nach Nymburk hl. n. (vorm. StEG) \| \| \| \| \| Verbindungsbahn nach Veleliby (vorm. StEG) \| \| |                      |                                                  |                                                  |
| Strecke |                      | von Praha Masarykovo nádraží (vorm. StEG)        | von Praha Masarykovo nádraží (vorm. StEG)        |
| Bahnhof | 0,000                | Poříčany früher Poříčan                          | Poříčany früher Poříčan                          |
| Abzweig geradeaus und nach rechts |                      | nach Česká Třebová (vorm. StEG)                  | nach Česká Třebová (vorm. StEG)                  |
| Brücke über Wasserlauf |                      | Šembera                                          | Šembera                                          |
| Strecke mit Straßenbrücke |                      | Dálnice 11                                       | Dálnice 11                                       |
| Haltepunkt / Haltestelle | 3,647                | Třebestovice früher Třebestowitz                 | Třebestovice früher Třebestowitz                 |
| ehemaliger Haltepunkt / Haltestelle |                      | Sadská cukrovar früher Sadska Zuckerfabrik       | Sadská cukrovar früher Sadska Zuckerfabrik       |
| Bahnhof | 5,955                | Sadská früher Sadska                             | Sadská früher Sadska                             |
| Brücke über Wasserlauf |                      | Šembera                                          | Šembera                                          |
| Brücke über Wasserlauf |                      | Výrovka                                          | Výrovka                                          |
| Haltepunkt / Haltestelle | 9,912                | Hr. Hořátev                                      | Hr. Hořátev                                      |
| ehemaliger Haltepunkt / Haltestelle |                      | Nymburk-Zálabí früher Nimburg-Zálabí             | Nymburk-Zálabí früher Nimburg-Zálabí             |
| Brücke über Wasserlauf |                      | Elbe                                             | Elbe                                             |
| Bahnhof | 13,685               | Nymburk město früher Nimburg Lokalbahnhof        | Nymburk město früher Nimburg Lokalbahnhof        |
| Abzweig geradeaus und nach rechts |                      | Verbindungsbahn nach Nymburk hl. n. (vorm. StEG) | Verbindungsbahn nach Nymburk hl. n. (vorm. StEG) |
| Strecke |                      | Verbindungsbahn nach Veleliby (vorm. StEG)       | Verbindungsbahn nach Veleliby (vorm. StEG)       |

Die Bahnstrecke Poříčany–Nymburk město ist eine Eisenbahnverbindung in Tschechien, die ursprünglich von der priv. Österreichisch-ungarische Staatseisenbahngesellschaft (StEG) als Lokalbahn erbaut und betrieben wurde. Sie verläuft von Poříčany über Sadská nach Nymburk.

## Geschichte
Die Konzession für die Lokalbahn von Poříčan nach Sadská erhielt die StEG am 21. August 1881 gemeinsam mit den Strecken Chotzen–Leitomischl, Přelouč–Hermanměstec mit Abzweigungen, Kralupp–Welwarn  und Lobositz–Libochowitz. Gesetzlich vorgeschrieben war eine Fertigstellung und Inbetriebsetzung der Strecke bis zum Jahresende 1882. Ausgestellt war die Konzession bis zum 31. Dezember 1965. Am 1. Juli 1882 wurde die Strecke eröffnet. Den Betrieb führte die StEG selbst aus.

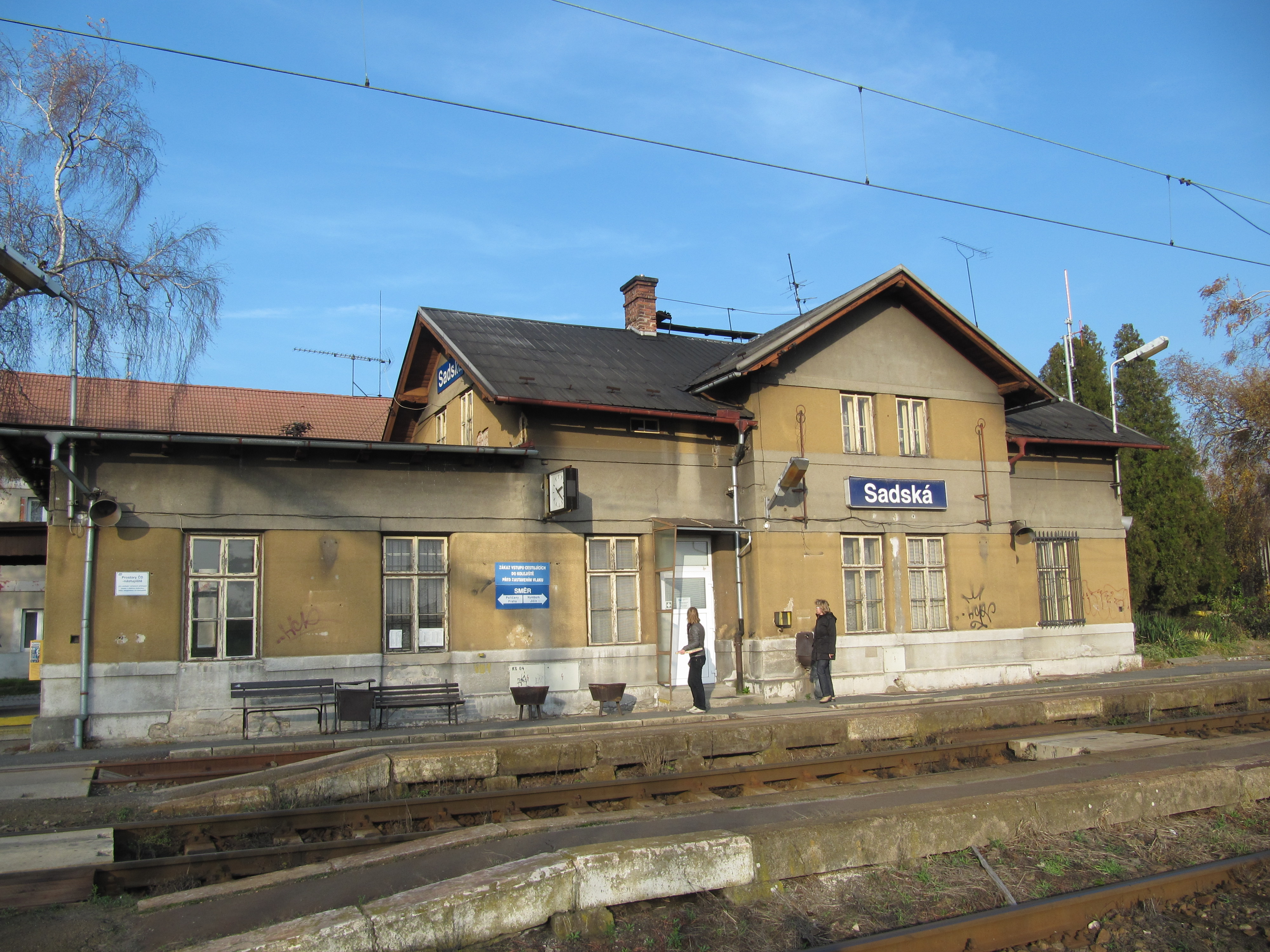
Der Bahnhof Sadská war 1882/83 provisorischer Endpunkt der Lokalbahn (2011)

Die Konzession für die Weiterführung der Strecke bis Nimburg erhielt die StEG am 11. März 1883 gemeinsam mit den Strecken Minkovic–Swolenowes und Littau–Littau Stadt. Als Fertigstellungstermin war der 31. Dezember 1883 festgesetzt.  Die Strecke wurde am 26. August 1883 zusammen mit der kurzen Verbindungsbahn nach Veleliby in Betrieb genommen. Dort bestand Anschluss an die Lokalbahn Nimburg–Jičín der k.k. priv. Böhmischen Commercialbahnen (BCB), die sich seit 1883 im Eigentum der StEG befand.
Am 23. September 1896 eröffnete die StEG noch die kurze Verbindungskurve zum Bahnhof Nimburg (heute: Nymburk hl.n.) der k.k. priv. Österreichischen Nordwestbahn (ÖNWB).
Im Fahrplan 1900 verkehrten drei Personenzugpaare zwischen Poříčan und Nimburk Lokalbahnhof, von denen zwei direkten Anschluss nach Jičín hatten. Die Fahrzeit für die 14 Kilometer lange Strecke betrug etwas über eine halbe Stunde.
Nach der Verstaatlichung der StEG im Oktober 1909 gehörte die Strecke zum Netz der k.k. Staatsbahnen (kkStB). Die Reisezüge waren nun grundsätzlich von Poříčan nach Jičín durchgebunden.
Anfang der 1960er Jahre wurde die Strecke mit 3 kV Gleichstrom elektrifiziert. Der elektrische Eisenbahnbetrieb wurde am 18. Juni 1961 aufgenommen.
Am 1. Januar 1993 ging die Strecke im Zuge der Auflösung der Tschechoslowakei an die neu gegründeten České dráhy (ČD) über. Seit 2003 gehört sie zum Netz des staatlichen Infrastrukturbetreibers Správa železniční dopravní cesty (SŽDC).

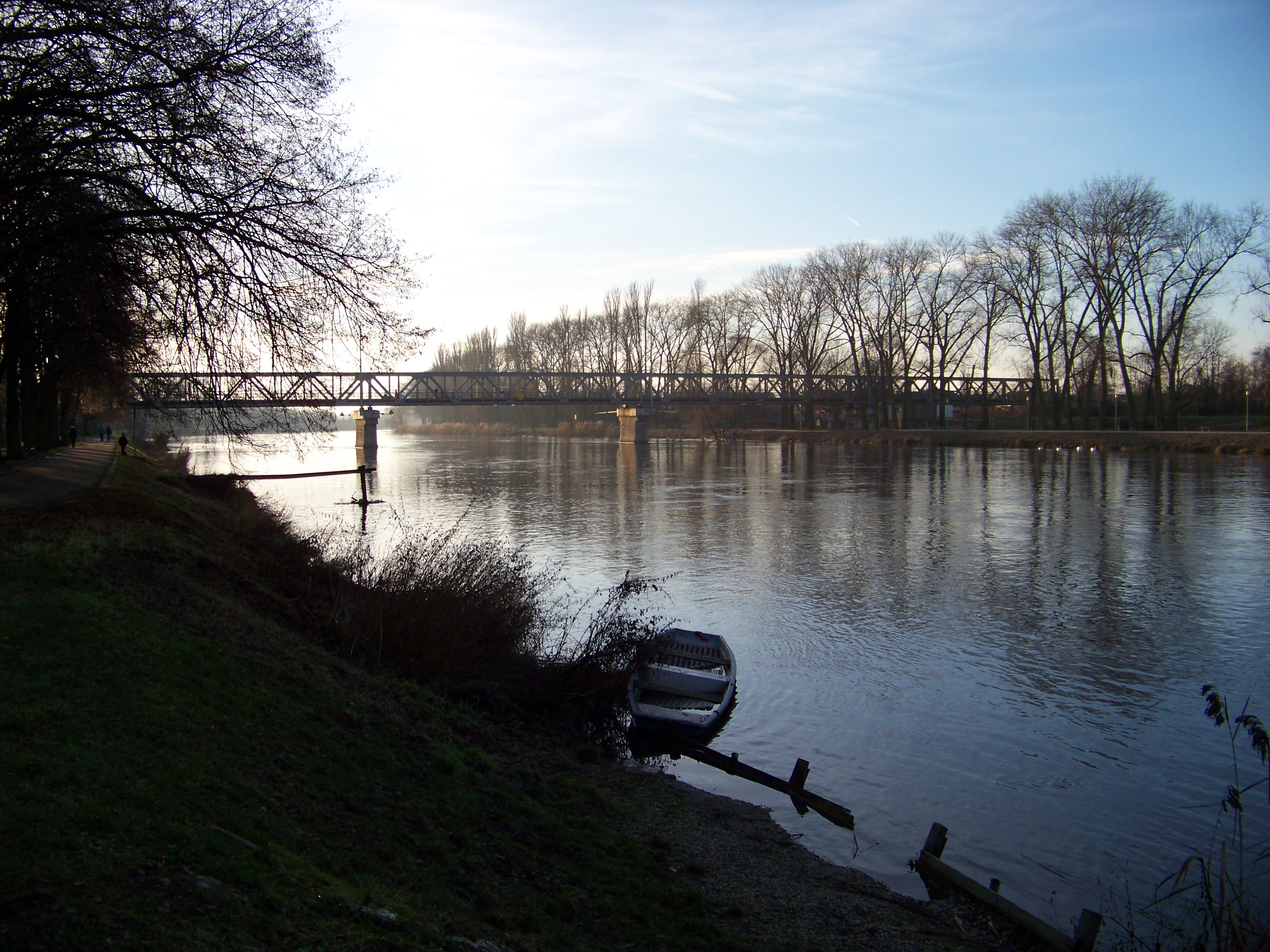
Größter Kunstbau der Strecke ist die Brücke über die Elbe in Nymburk (2012)

Im Fahrplan von 2012 wird die Strecke im Stundentakt von Personenzügen der Linie S12 in der Relation Poříčany–Nymburk hl.n. bedient. Ein Teil der Züge wird auch von und nach Kolín durchgebunden.
Bis März 2020 wurden insgesamt sechs bislang ungesicherte Wegübergänge mit Blinklichtanlagen ausgerüstet. Nach Inbetriebnahme der Anlagen kann nunmehr eine durchgängige Streckengeschwindigkeit von 100 km/h realisiert werden, vorher waren an den Übergängen nur 60 km/h zugelassen. Insgesamt wurden von der Infrastrukturverwaltung 79 Millionen Kronen investiert.